# Веліхово-Весь
Веліхово-Весь (пол. Wielichowo-Wieś) — село в Польщі, у гміні Веліхово Ґродзиського повіту Великопольського воєводства.
Населення — 261 особа (2011).
У 1975-1998 роках село належало до Познанського воєводства.

## Демографія
Демографічна структура станом на 31 березня 2011 року:
|          | Загалом | Допрацездатний вік | Працездатний вік | Постпрацездатний вік |
| -------- | ------- | ------------------ | ---------------- | -------------------- |
| Чоловіки | 132     | 30                 | 95               | 7                    |
| Жінки    | 129     | 28                 | 87               | 14                   |
| Разом    | 261     | 58                 | 182              | 21                   |